# Kuomintang
Kuomintang (tudi Kuo-Min-Tang; slovensko »Ljudska narodna stranka«) je bila ustanovljena leta 1911 in je postala središče kitajske revolucije v prvi polovici 20. stoletja. Izšla je iz Društva kitajske obnove, ki ga je leta 1894 ustanovil dr. Sun Yat-sen.

## Zgodovina
Prvotnemu gibanju, ki ga je ustanovil Sun Jatsen, so se mnogi pridružili iz protesta zoper krivične in enostranske pogodbe (»neenake pogodbe«), ki so jih tedaj tuje države vsilile Kitajski. 
Kuomintang je z ustanovitvijo postal središče kitajske revolucije, oblikovan pa je bil po vzoru Združenih držav Amerike kot primeru republike, kot nasprotje tedaj uveljavljene kitajske monarhije. Gibanje je med drugim črpalo iz protimonarhičnih, protikolonialističnih in protimandžurskih čustvovanj. 
Oktobra leta 1911 je v mestu Vučang (danes del mesta Vuhan) izbruhnila revolucija in upor je zajel celi del srednje in južne Kitajske. Na Novega leta dan (leta 1912) so uporniške pokrajine oklicale republiko s prestolnico v Nankingu, Sun Jatsen pa je bil izvoljen za predsednika.
Po zmagi komunistov v državljanski vojni leta 1949 so se Čankajškovi pristaši umaknili na Tajvan, kjer so za več desetletij vzpostavili politični monopol stranke Kuomintang.